# Olympos (Karpathos)
Olympos (řecky: Όλυμπος případně Όλυμπος Καρπάθου) je vesnice, nacházející se na řeckém ostrově Karpathos. Leží na severu ostrova.

## Obyvatelstvo
V roce 2011 žilo v obecní jednotce a v komunitě 556 obyvatel, z čehož připadalo 270 na vesnici Olympos.

## Části obce
Obecní jednotka a komunita Olympos se skládá z vesnic na ostrově Karpathos
- Avlona (7 obyvatel)
- Diafanion (228)
- Olympos (270)
- Tristomon (6)

z obydleného ostrova Saria (45) a neobydlených ostrůvků Astakida, Atsakidopoulo, Divounia a Chamili.

## Přístup
Do vesnice po silnici, která byla uvedena do provozu po deseti letech v roce 2013 za finanční podpory EU. V důsledku působení větru a vody musely být již rok po otevření opravovány některé úseky. Je dlouhá 26 km a je na ni možná jen pomalá jízda.

## Hospodářství
Vesnice je svým hospodářstvím soběstačná. Byla postavena v době nájezdů pirátů na ostrov, kdy se tak obyvatelé chránili před drancováním obydlí v nižších polohách. Domy splývaly svojí šedohnědou barvou se skalami, a nebyly tak nápadné pro odhalení. Od 20. století je Olympos barevný fasádami, ale i oblečením žen (mužů zde žije velmi málo, jsou za prací mimo ostrov), které dodnes chodí v barevných sukních a šátcích, které si samy ve vesnici vyrábějí. Mladí lidé odcházejí z Olymposu za studiem, někteří mladí muži do Ameriky, dokonce tam mají i svoji komunitu v Chicagu. Stále se dochovala na ostrově tradice toho, že nejstarší dcera se stará o dům a hospodářství a také dědí po rodičích majetek.